# Klepin
Klepin (niem. do 1945 r. Kleppin) – kolonia wsi Grzymiradz w Polsce, położona w województwie zachodniopomorskim, w powiecie myśliborskim, w gminie Dębno. Wraz ze wsią Grzymiradz i kolonią Choszczówko stanowi sołectwo Grzymiradz.
W latach 1975–1998 kolonia administracyjnie należała do woj. gorzowskiego.
Według danych z 2015 r. kolonia liczyła 121 mieszkańców.

## Historia
Folwark Kleppin w XIX/XX w. należał do majątku Grzymiradz. Polska nazwa Klepin została urzędowo nadana w 1949 r.

## Ludność
Ludność w ostatnich 3 stuleciach:

## Edukacja
Uczniowie uczęszczają do szkoły podstawowej oraz gimnazjum publicznego w Smolnicy.